# Usina Nuclear de Ningde
A Usina Nuclear de Ningde (chinês simplificado: 宁德核电站; Chinês tradicional: 寧德核電站; pinyin: Níngdé hé diàn zhàn) é uma Central nuclear na província de Fuquiém, China. A usina está localizada na cidade de Beiwan em Qinyu, Fuding, Ningde, Fuquiém. A usina terá seis reatores de água pressurizada (PWR) de 1.080 megawatts (Mw) cada do modelo CPR-1000. O primeiro reator começou a operar em 18 de abril de 2013. O projeto de energia nuclear de Ningde foi aprovado pela Comissão de Desenvolvimento Nacional e Reforma em 2007.
O projeto é financiado em 51%  pelo Guangdong Nuclear Investment Company Ltd, com Datang Internacional de Geração de Energia de Co e Grupo de Carvão Fujian, completando a porcentagem de participação. Um investimento total de 52 bilhões de yuan (US$7.6 bilhões) planeja-se ser investido na conclusão da Ningde Fase I.
Incluindo as duas unidades finais da Fase II, o custo total irá exceder a 70 bilhões de yuan.
As quatro unidades da Fase I gerarão cerca de 30 bilhões de quilowatts-hora por ano, a usina cobrará de 0,37 yuan chinês/kW·h (11 bilhões de yuan chinês/ano).
Ningde marca uma etapa no desenvolvimento da indústria nuclear doméstica da China.
Shu Guogang, GM da China Guangdong Nuclear Power Project, disse: "Nós construímos 55% da Fase 2 de Ling Ao, 70% de Hongyanhe, 80% de Ningde e 90% da Usina de Yangjiang."
A preparação do local em Ningde ocorreu em 2007, com o primeiro concreto de Ningde 1 despejado em fevereiro de 2008.
Ningde 2 seguiu-se nove meses depois. Planeja-se que a construção de cada unidade demore 58 meses.
Ningde 1 foi conectada a rede em 28 de dezembro de 2012 e entrou em plena operação comercial em 18 de abril de 2013.

## Dados dos reatores
A Usina Nuclear de Ningde tem 4 reatores operacionais e 2 reatores planejados.
| Unidade  | Tipo     | Início da construção    | Conexão à rede         | Operação comercial     | Notas         |
| -------- | -------- | ----------------------- | ---------------------- | ---------------------- | ------------- |
| Fase I   |          |                         |                        |                        |               |
| Ningde 1 | CPR-1000 | 18 de fevereiro de 2008 | 28 de dezembro de 2012 | 18 de abril de 2013    | [ 11 ]        |
| Ningde 2 | CPR-1000 | 12 de novembro de 2008  | 4 de janeiro de 2014   | 4 de Maio de 2014      | [ 12 ]        |
| Ningde 3 | CPR-1000 | 8 de janeiro de 2010    | 21 de Março de 2015    | 10 de junho de 2015    | [ 13 ] [ 14 ] |
| Ningde 4 | CPR-1000 | 29 de setembro de 2010  | 29 março 2016          | Em 21 de Julho de 2016 | [ 15 ]        |
| Fase II  |          |                         |                        |                        |               |
| Ningde 5 | HPR-1000 |                         |                        |                        | [ 16 ]        |
| Ningde 6 | HPR-1000 |                         |                        |                        |               |